# Samet Akaydın
Samet Akaydın (Trabzon, 13 maart 1994) is een Turkse voetballer die doorgaans speelt als verdediger. Akaydın debuteerde in 2022 in het Turks voetbalelftal.

## Clubcarrière
Akaydın begon zijn jeugdcarrière in zijn thuisstad Trabzon waar hij onder meer voor de grootmacht van zijn stad Trabzonspor mocht spelen. Zijn seniorencarrière begon hij bij Arsinspor op het vierde niveau. Na vier jaar bij Sancaktepe, waarmee hij niet wist te promoveren, maakte hij een transfer naar Şanlıurfaspor, uitkomend op een niveau hoger. 
Na een seizoen mocht hij aantreden bij Ankara Keçiörengücü, dat uitkwam op weer een niveau hoger, namelijk de TFF 1. Lig. Daar werd hij voor ruim een half miljoen weggeplukt door Adana Demirspor, dat het seizoen na promotie mocht uitkomen in de Süper Lig. Na een sterk anderhalf seizoen namens Adana Demirspor in de Süper Lig, waar hij zelfs mocht debuteren voor het nationale voetbalelftal, betaalde de Turkse grootmacht Fenerbahçe maar liefst 3,7 miljoen voor de verdediger. 
Daar wist hij in het eerste halve seizoen niet echt te overtuigen, waarna hij werd verhuurd aan Panathinaikos, waar de Turkse succescoach Fatih Terim net aan het roer was gekomen. Met de Griekse club werd in de laatste weken de kans op de titel verspeeld. Wel werd de finale van de beker gehaald, maar die kon hij niet meemaken, omdat op 20 mei 2024 Akaydın de selectie uit werd gezet omdat hij weigerde een foto op sociale media weg te halen van Mustafa Kemal Atatürk herdacht vanwege een nationale Turkse feestdag ter herdenking van de stichter van de Turkse republiek. Na het besluit vloog Akaydın terug naar Turkije.
Begin 2025 maakte hij een transfer naar Çaykur Rizespor. Bij Fenerbahçe wist hij nooit echt van vaste waarde te worden.

## Interlandcarrière
Samet Akaydın debuteerde in 2022 voor het Turks voetbalelftal. 

### EK 2024
Hij werd opgenomen in de selectie voor het EK 2024. In de groepswedstrijd tegen Portugal maakte hij een eigen doelpunt. Een paas richting de doelman Altay Bayındır ging door miscommunicatie het eigen doel in waarna de Portugezen op een 2-0 voorsprong kwamen. Door een schorsing moest hij de achtste finales tegen Oostenrijk missen. Zijn vervanger Merih Demiral werd matchwinner met twee doelpunten tegen de Oostenrijkers. In de kwartfinale tegen Nederland mocht Akaydın weer beginnen, waar hij goed gebruik van maakte. In de 35e minuut kopte hij de Turken op voorsprong; zijn eerste doelpunt voor het nationale elftal. Zijn doelpunt was echter niet genoeg. In de tweede helft wist Nederland de wedstrijd om te buigen waardoor Turkije in de kwartfinales werd uitgeschakeld. 
1 Günok ·
2 Çelik ·
3 Demiral ·
4 Akaydın ·
5 Yokuşlu ·
6 Kökçü ·
7 Aktürkoğlu ·
8 Güler ·
9 Tosun ·
10 Çalhanoğlu  ·
11 Yazıcı ·
12 Bayındır ·
13 Kaplan ·
14 Bardakcı ·
15 Özcan ·
16 Yüksek ·
17 Kahveci ·
18 Müldür ·
19 Yıldız ·
20 Kadıoğlu ·
21 Yılmaz ·
22 Ayhan ·
23 Çakır ·
24 Kılıçsoy ·
25 Akgün ·
26 Yıldırım ·
Coach: Montella